# Krzysztof Szczucki

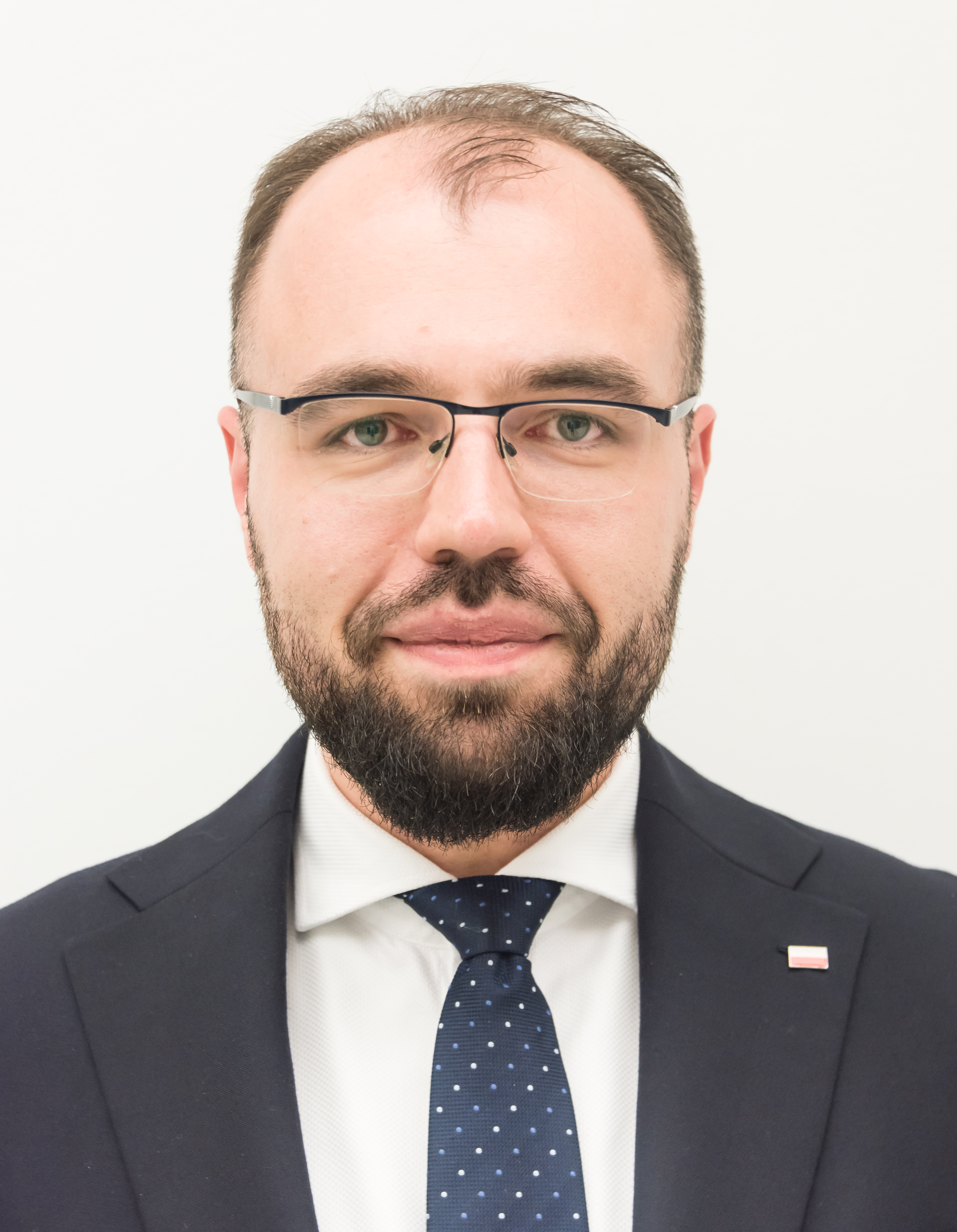
Krzysztof Szczucki

Krzysztof Lukasz Szczucki (* 18. Oktober 1986 in Elbląg) ist ein polnischer Jurist, Beamter und Politiker (PiS). In den Jahren 2020 bis 2023 war er Präsident des Zentrums für Regierungsgesetzgebung (Rządowe Centrum Legislacji). Er ist Mitglied des polnischen Sejm in der X. Wahlperiode. Im November/Dezember 2023 war er kurzzeitig Bildungs- und Wissenschaftsminister im Kabinett Morawiecki III, dem durch den Sejm das Vertrauen verweigert wurde.

## Karriere
Der Absolvent des I. Liceums Juliusz Słowacki in Elbląg schloss 2010 sein Studium mit Auszeichnung an der Fakultät für Recht und Verwaltung der Universität Warschau ab und wurde dort Assistenzprofessor an der Abteilung für Rechtsvergleichung. 2014 promovierte er, leitete das Zentrum zur Förderung polnischer Rechtswissenschaften und war Präsident des Instituts der Republik Polen Paweł Włodkowic. Er verbrachte ein Jahr als Gastwissenschaftler an der Maurer Law School der Universität von Indiana. In den Jahren 2015/16 war er als Experte im Strafrechtsteam des Amtsbüros des Bürgerbeauftragten tätig, dann bis 2020  Experte im Rechtsamt und der Kanzlei des Präsidenten Andrzej Duda. Am 1. September 2020 wurde er Präsident des Zentrums für Regierungsgesetzgebung.
Am 14. Oktober 2022 wurde er Leiter der parteinahen Akademie für Recht und Gerechtigkeit, seit Januar 2023 war er Bevollmächtigter des Premierministers für die Gesetzgebung und juristische Ausbildung. Im August 2023 wurde er für die Parlamentswahlen zum Spitzenkandidat der PiS-Wahlliste im Bezirk Toruń erklärt. Er trat auch der Partei bei.
Am 27. November 2023 wurde er vom Präsidenten der Republik Polen zum Minister für Bildung und Wissenschaft im III. Kabinett von Mateusz Morawiecki ernannt. Aufgrund der verlorenen Vertrauensabstimmung im Sejm musste er dann im Dezember 2023 mit dem Kabinett zurücktreten. Bei der Europawahl 2024 kandidierte er erfolglos für die PiS.